# Липински, Юджин
Юджин Липински (англ. Eugene Lipinski; род. 5 ноября 1956 года) — британский актёр и сценарист. Наиболее известен по роли в фильме «Индиана Джонс и последний крестовый поход» (1989).

## Фильмография

### Актёр
- 1979 — Янки / Yanks — бармен-ирландец
- 1980 — Супермен 2 / Superman II — телеведущий
- 1981 — Чужбина / Outland — Кейн
- 1982 — Лунное сияние / Moonlighting
- 1982 — Огненный лис / Firefox — агент КГБ
- 1983 — Осьминожка / Octopussy — руководитель Народной полиции
- 1989 — Индиана Джонс и последний крестовый поход / Indiana Jones and the Last Crusade — G-Man, таинственный агент
- 1995 — Никогда не разговаривай с незнакомцами / Never Talk to Strangers — Дудаков
- 2000 — Спаси и сохрани / Bless the Child — Стюарт
- 2000 — Письмо президенту / Mail to the chief — Юрий
- 2002 — Роллербол / Rollerball — Юрий Котлев
- 2003 — Рекрут / The Recruit — мужчина с хриплым голосом
- 2011 — Клан Кеннеди / The Kennedys — Никита Сергеевич Хрущёв
- 2012 — 2013 — Стрела / Arrow — Алексей Леонов
- 2016 — Варкрафт / Warcraft — Финден
- 2018 — Профессионал / Siberia — Полозин
- 2019 — Три секунды / The Informer — Климек

### Сценарист
- 1991 — Полностью вменяемый / Perfectly Normal